# دخالت روسیه در انتخابات ۲۰۱۶ ایالات متحده آمریکا
دولت روسیه با هدف آسیب رساندن به کمپین انتخاباتی هیلاری کلینتون، تقویت نامزدی دونالد ترامپ و افزایش اختلافات سیاسی و اجتماعی در ایالات متحده در انتخابات ریاست جمهوری ۲۰۱۶ آمریکا دخالت کرد. بنا بر جامعه اطلاعاتی ایالات متحده، دستور این عملیات - با اسم رمز پروژه لاختا - مستقیماً از سوی رئیس‌جمهور روسیه ولادیمیر پوتین صادر شد. گزارش بازپرس ویژه که در آوریل ۲۰۱۹ علنی شد، تماس‌های متعددی را بین ستاد انتخاباتی ترامپ و مقامات روسی بررسی کرد اما به این نتیجه رسید که شواهد کافی برای طرح هرگونه اتهام توطئه یا هماهنگی علیه ترامپ یا نزدیکانش وجود ندارد.
آژانس تحقیقات اینترنت (IRA)، مستقر در سن پترزبورگ، روسیه که به عنوان یک مزرعه ترول‌ها توصیف می‌شود، هزاران حساب کاربری در رسانه‌های اجتماعی ایجاد کرد که وانمود می‌کردند آمریکایی‌های حامی گروه‌های سیاسی رادیکال اند و رویدادهایی را در حمایت از ترامپ و علیه کلینتون برنامه‌ریزی یا تبلیغ کردند. مطالب آنها بین سال‌های ۲۰۱۳ تا ۲۰۱۷ به میلیون‌ها کاربر رسانه‌های اجتماعی رسید. مقالات ساختگی و اطلاعات نادرست از رسانه‌های تحت کنترل دولت روسیه پخش شد و در رسانه‌های اجتماعی تبلیغ شد. علاوه بر این، هکرهای کامپیوتری وابسته به سرویس اطلاعات نظامی روسیه (GRU) به سیستم‌های اطلاعاتی کمیته ملی دموکرات (DNC)، کمیته مبارزات انتخاباتی دموکرات کنگره (DCCC) و مقامات کمپین انتخاباتی کلینتون، به‌ویژه رئیس جان پودستا، نفوذ کرده و فایل‌های دزدیده شده و ایمیل‌ها را از طریق DCLeaks , Guccifer 2.0 و WikiLeaks در طول مبارزات انتخاباتی به صورت علنی منتشر کردند. . چند نفر از افراد مرتبط با روسیه با همکاران مختلف کمپین ترامپ تماس گرفتند و فرصت‌های کسب و کاری به سازمان ترامپ ارائه کردند و اطلاعات مخربی را دربارهٔ کلینتون ارائه کردند. مقامات دولتی روسیه دست داشتن در هر یک از هک‌ها یا افشای اطلاعات را رد کرده‌اند.
فعالیت‌های مداخله جویانه روسیه باعث بیانیه‌های شدید الحن آژانس‌های اطلاعاتی ایالات متحده، هشدار مستقیم باراک اوباما، رئیس‌جمهور وقت ایالات متحده به ولادیمیر پوتین، رئیس‌جمهور روسیه، تجدید تحریم‌های اقتصادی علیه روسیه، و بسته شدن مراکز دیپلماتیک روسیه و اخراج کارکنان آن‌ها شد. کمیته‌های اطلاعاتی مجلس سنا و مجلس نمایندگان تحقیقات خود را در مورد این موضوع انجام دادند. ترامپ وقوع این مداخله را رد کرد و مدعی شد که این یک «فریب» است که توسط حزب دموکرات برای توضیح شکست کلینتون انجام شده‌است.
اداره تحقیقات فدرال (اف‌بی‌آی) در ژوئیه ۲۰۱۶ تحقیقات طوفان متقاطع در مورد دخالت روسیه را آغاز کرد، که شامل تمرکز ویژه بر پیوندهای بین همکاران ترامپ و مقامات روسی و هماهنگی مشکوک بین کمپین ترامپ و دولت روسیه بود. تلاش‌های روسیه برای مداخله در انتخابات اولین بار توسط اعضای کنگره ایالات متحده در سپتامبر ۲۰۱۶ به‌طور علنی افشا شد، آژانس‌های اطلاعاتی ایالات متحده در اکتبر ۲۰۱۶ آن را تأیید کردند و مدیر دفتر اطلاعات ملی در ژانویه ۲۰۱۷ جزئیات بیشتری را ارائه کرد. اخراج جیمز کومی، مدیر اف‌بی‌آی، در ماه می ۲۰۱۷، تا حدی به دلیل تحقیقات کومی در مورد دخالت روسیه بود.
رابرت مولر، اداره کننده سابق اف‌بی‌آی، که تحقیقات بازرس ویژه را تا مارس ۲۰۱۹ رهبری می‌کرد، کار اف‌بی‌آی را تحویل گرفت. مولر به این نتیجه رسید که مداخله روسیه «جامع و سازمان یافته» بوده و «قوانین جزایی ایالات متحده را نقض می‌کند» و بیست و شش شهروند روسی و سه سازمان روسی را متهم کرد. این تحقیقات همچنین منجر به کیفرخواست و محکومیت مقامات کمپین ترامپ و آمریکایی‌های در رابطه با اتهامات نامرتبط با این موضوع شد. گزارش بازپرس ویژه که در آوریل ۲۰۱۹ علنی شد، تماس‌های متعددی را بین ستاد انتخاباتی ترامپ و مقامات روسی بررسی کرد، اما به این نتیجه رسید که اگرچه ستاد انتخاباتی ترامپ از فعالیت‌های روسیه استقبال کرد و انتظار داشت از آنها سود ببرد، شواهد کافی برای هرگونه اتهامات توطئه یا هماهنگی علیه ترامپ یا همکارانش وجود ندارد.
کمیته اطلاعات سنا به رهبری جمهوری خواهان اولین گزارش خود را در یک گزارش پنج جلدی ۱۳۱۳ صفحه ای در ژوئیه ۲۰۱۹ ارائه کرد که در آن به این نتیجه رسیدند که ارزیابی جامعه اطلاعاتی ژانویه ۲۰۱۷ مبنی بر مداخله روسیه «منسجم و خوش ساخت» بود. جلد اول آن همچنین به این نتیجه رسید که ارزیابی «درست» بوده و از تحلیلگران دریافته است که «هیچ فشاری با انگیزه سیاسی برای رسیدن به نتایج خاص وجود ندارد». جلد آخر و پنجم، که حاصل سه سال تحقیق بود، در اوت ۲۰۲۰ منتشر شد، به یکی از «مهمترین تحقیق و تفحص‌های کنگره» ایالات متحده پایان داد. گزارش کمیته نشان داد که دولت روسیه در یک «کارزار گسترده» برای خرابکاری در انتخابات به نفع ترامپ شرکت کرده‌است که شامل کمک برخی از مشاوران خود ترامپ نیز می‌شده.
در نوامبر ۲۰۲۰، بخش‌های تازه منتشر شده از گزارش بازپرس ویژه رابرت مولر نشان داد که «اگرچه ویکی لیکس ایمیل‌های دزدیده شده از DNC را در ژوئیه و اکتبر ۲۰۱۶ منتشر کرد و به نظر می‌رسید استون - یکی از نزدیکان دونالد ترامپ - از قبل از ارسال مطالب مطلع شده بود، بازرسان "شواهد کافی" برای اثبات مشارکت فعال در هک‌ها یا اطلاع از ادامه سرقت‌های الکترونیکی نداشت."

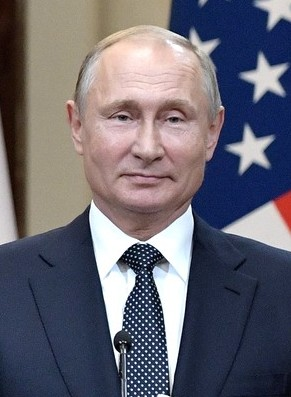
آژانس‌های اطلاعاتی آمریکا به این نتیجه رسیدند که ولادیمیر پوتین، رئیس‌جمهور روسیه شخصاً دستور عملیات مخفیانه با نام رمز پروژه لختا را صادر کرده‌است، در حالی که پوتین این اتهامات را رد کرده‌است. پوتین در نشست هلسینکی در سال ۲۰۱۸ گفت که می‌خواهد ترامپ پیروز شود، زیرا او در مورد عادی‌سازی روابط آمریکا و روسیه صحبت کرده‌است.